# Религия в Чехии

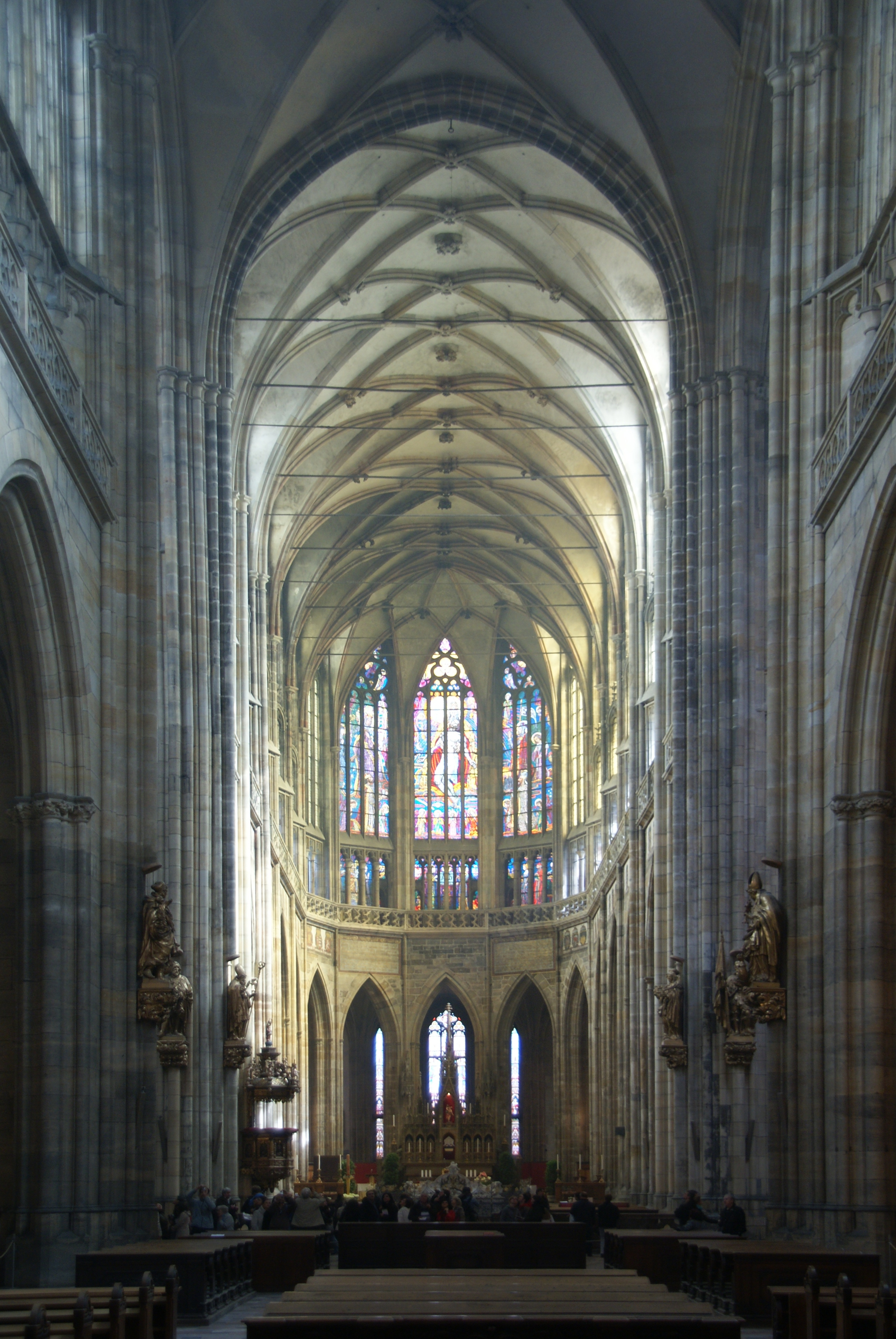
Собор Святого Вита — усыпальница королей Богемии

Религия в Чехии представлена прежде всего христианством (большинство из них католики). Значительная часть населения не является верующими — по переписи 2011 года около 80 % опрошенных либо назвали себя атеистами, либо отказались отвечать на вопрос о своей религиозной принадлежности. Тем не менее, все зарегистрированные традиционные религиозные организации Чехии получают финансовую поддержку от государства.

## История религии в Чехии
Христианство пришло в Чехию в конце X — начале XI века вместе с немцами и латиницей. До социализма в стране 95 % населения были верующими католиками. После периода социализма католиков уменьшилось до 26 %.

## Реституция национализированной собственности религиозных организаций
После падения коммунистического режима религиозные организации пытались вернуть себе национализированную собственность. Этот процесс шел не всегда успешно. Например, католическая церковь пыталась вернуть себе собор Святого Вита, но в 2009 году суд отказал ей в этом, подтвердив, что собор является собственностью государства.
В 2012 году Правительство Чехии приняло решение о выделении церковным структурам 59 млрд крон (3 млрд долларов или 2,3 миллиарда евро) в качестве компенсации за национализацию коммунистическим режимом церковного имущества. Кроме того, решено вернуть конфискованное имущество на сумму ещё в 75 млрд крон (менее 4 млрд долларов или около 3 миллиарда евро). Религиозные организации могут рассчитывать на возврат 30 тыс. гектаров сельскохозяйственных земель, 900 зданий, 120 жилых домов, трех монастырей, трех замков и нескольких сотен озёр. Выплаты планируется производить в течение 30 лет. Представители Баптистской церкви отказались от компенсации.
Кроме этого, вводятся снижающиеся на 5 % ежегодно государственные дотации на срок 17 лет. Первоначальная сумма дотаций составила текущую сумму государственного финансирования церкви на момент принятия закона. По завершении переходного периода, государственная дотация церковных структур к 2030 году прекратится. После острых дебатов, решение одобрил парламент Чехии.
Реализация закона 2012 года приведет к удвоению собственности «исторических» религиозных организаций.

## Правовой статус религиозных организаций
В 2002 году был принят закон о статусе религиозных организаций в Чехии. Все они были разделены на две группы — традиционные (26 организаций, обладающих «специальными правами» и получающих средства из бюджета на ремонт зданий и зарплаты духовенству примерно на 90 млн долларов в год в начале 2010-х годов) и остальные. Для регистрации нового религиозного объединения с 2002 года необходимо наличие не менее 300 верующих. Новое религиозное объединение может получить статус традиционного (и «специальные права»), если его последователи составят не менее 0,1 % населения Чехии и оно проработает в стране не менее 10 лет с даты регистрации, а также станет публиковать ежегодные финансовые отчеты. Церковный брак в Чехии по состоянию на 2015 год признается государством.

## Численность верующих в современной Чехии
За 1991—2011 годы число католиков сократилось от 40 % до 10 %, протестантов от 3,7 % до 0,8 %; 34,2 % населения по переписи 2011 г. заявило, что не имеет религии, и ещё 45,2 % не стали отвечать на соответствующий вопрос. На опрос, проведенный в 2005 году, 19 % опрошенных сообщили, что верят в Бога, 50 % верят в некую природную или духовную силу, и 30 % не верят ни во что из этого. Больше всего верующих в Моравии, чуть меньше на востоке и юге Чехии. Самый большой процент атеистов в крупных городах, особенно в Северной Чехии. Существует тенденция к росту числа атеистов.
Согласно данным исследовательского центр Пью, доля населения Чешской Республики, исповедующая католицизм, сократилась с 44 % в 1991 г. до 21 % в 2015 г.

### Христианство в Чехии
Наибольшее число верующих — католики (10,4 % населения). Среди них немалое число греко-католиков, католики византийского обряда, которые объединены в греко-католический апостольский экзархат Чехии, национальный состав греко-католиков в основном словаки и русины. В чешском обществе слабеют, в первую очередь, позиции Католической церкви.
Следующая по численности группа — протестанты (0,8 % населения). Из них 0,5 % населения принадлежит к Евангелической церкви чешских братьев, 0,4 % — к Чехословацкой гуситской церкви и 0,1 % — к Силезской евангелической церкви Аугсбургского исповедания. Чешская Апостольская Церковь насчитывает 7 тыс. прихожан. Среди других протестантских групп следует назвать адвентистов, моравских братьев, методистов и баптистов (баптистов — более 3 тыс. верующих).
По переписи 2011 года в Чехии было 20 533 православных (0,2 % населения). Православная церковь Чешских земель и Словакии является автокефальной, и состоит из 4 епархий (из них 2 в Чехии с 78 приходами по состоянию на 2007 год).

Доля верующих людей
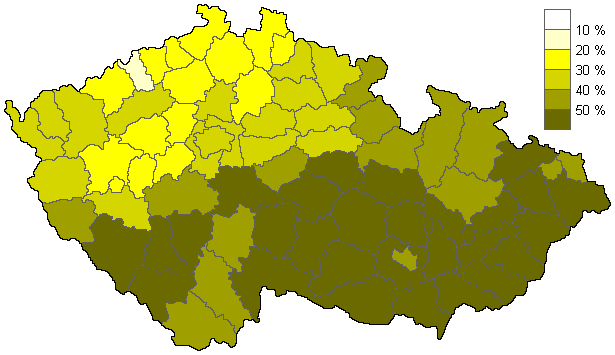
Перепись 1991 г.
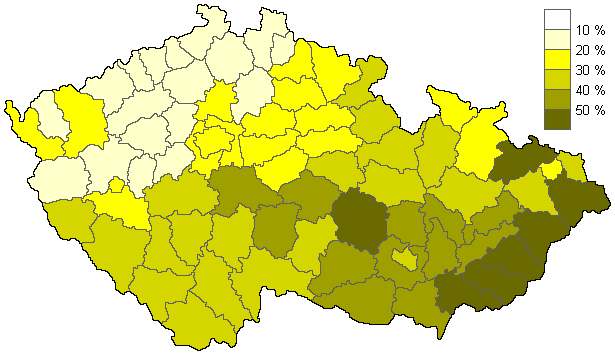
Перепись 2001 г.
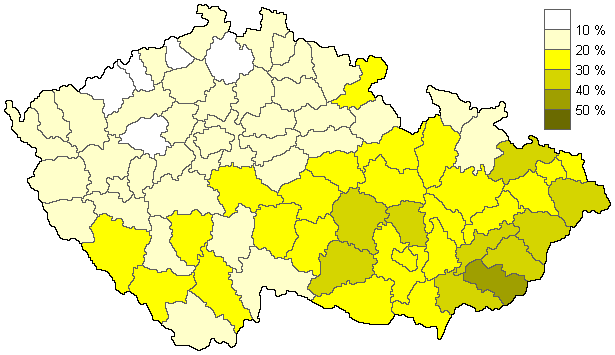
Перепись 2011 г.